# Loza (district de Plzeň-Nord)
Pour les articles homonymes, voir Loza.
Loza (en allemand : Losen, précédemment : Losa) est une commune du district de Plzeň-Nord, dans la région de Plzeň, en République tchèque. Sa population s'élevait à 265 habitants en 2022.

## Géographie
Loza se trouve à 19 km au nord-ouest du centre de Plzeň et à 85 km à l'ouest-sud-ouest de Prague.
La commune est limitée par Líté et Dražeň au nord, par Plasy et Mrtník à l'est, par Bučí et Horní Bělá au sud et par Dolní Bělá à l'ouest.

## Histoire
La première mention écrite de la localité date de 1216.

## Transports
Par la route, Loza se trouve à 13 km de Třemošná, à 22 km de Plzeň et à 108 km de Prague. 